# أبو غالب (الجيزة)
قرية أبو غالب هي إحدى القرى التابعة لمركز منشأة القناطر في محافظة الجيزة في جمهورية مصر العربية. حسب إحصاءات سنة 2006، بلغ إجمالي السكان في أبو غالب 20242 نسمة، منهم 10429 رجل و9813 امرأة.

## تاريخ القرية
أبو غالب من القرى القديمة، وردت في قوانين ابن مماتي وفي تحفة الإرشاد باسم بو غالب من أعمال الجيزية، وفي التحفة السنية باسمها الحالي.